# Trốn tìm với quỷ
Trốn Tìm Với Quỷ (tiếng Anh: All Fun and Games) là một bộ phim kinh dị của Mỹ năm 2023 do Ari Costa, Eren Celeboglu và JJ Braider viết kịch bản, có sự tham gia của các diễn viên Asa Butterfield và Natalia Dyer. Đây là bộ phim đầu tay do Costa và Celeboglu đạo diễn.